# Pronome relativo
Il pronome relativo sostituisce un elemento della frase mettendo in relazione proposizioni diverse. La frase da esso introdotta risulta subordinata a quella che contiene l'elemento sostituito (proposizione reggente).
I pronomi relativi possono sostituire, a seconda dell'utilizzo, il soggetto, il complemento oggetto o un complemento indiretto della proposizione relativa. L'elemento sostituito è detto "antecedente".
Il pronome relativo serve in genere a determinare l'antecedente, evitandone la ripetizione. Ad esempio:
Carlo è il ragazzo che mi ha aiutato.
"Carlo" è l'antecedente di cui si vuole evitare la ripetizione. La reggente e la relativa mettono in relazione due informazioni: 'Carlo è un ragazzo' e 'Carlo mi ha aiutato'.

## Il pronome relativo in italiano
I principali pronomi relativi in italiano sono i seguenti:
- che  (invariabile)
- il quale (variabile secondo genere e numero: la quale, i quali, le quali)
- cui (invariabile)

A questi ultimi si affiancano i cosiddetti "pronomi relativi doppi", detti anche "pronomi relativi misti": chi, chiunque, quanto, quanti, dovunque, ovunque.
Questi pronomi differiscono per il ruolo sintattico che possono svolgere nella proposizione subordinata: soggetto, complemento oggetto, complementi indiretti.

### Il pronome relativoche
Questo pronome è invariabile e assume solo il ruolo sintattico di soggetto e complemento oggetto. Si considerino i seguenti enunciati:
- La donna che vende i pomodori è mia amica.
- La donna che vedi è mia cugina.

Nella frase subordinata del primo esempio, il pronome che riveste  il ruolo di soggetto ('la donna vende'), mentre nel secondo esempio riveste il ruolo di complemento oggetto ('tu vedi la donna').
Altri esempi:
Complemento oggetto:
- il libro che leggo è molto interessante.
- la gonna che ho comprato è nuova.

Soggetto:
- il ragazzo che sta parlando è un mio amico.
- l'amico che mi ha prestato il libro mi ha telefonato per riaverlo.

Questo pronome nella lingua italiana non fa dunque distinzioni per il caso come avviene invece in francese (qui per il soggetto oppure que per il complemento), né tiene conto di aspetti semantici come la distinzione tra cose e persone (in inglese, per esempio, si distinguerebbe tra which per le cose e who/whom per le persone).

#### Altre funzioni delche
La parola che ha altre funzioni oltre quella di pronome relativo, come si vede negli esempi seguenti.
- congiunzione semplice, che introduce preposizioni di vario tipo:

Io credo che Giulio sia un bravo scolaro.
- pronome interrogativo, in frasi interrogative sia dirette (primo esempio) sia indirette (secondo esempio):

Che è capitato a Luigi?
Ho domandato alla mamma che succede in cucina
- aggettivo interrogativo, in frasi interrogative sia dirette (primo esempio) sia indirette (secondo esempio):

Che pizza vuoi?
Ti ho chiesto che genere di libri preferisci.
- pronome esclamativo:

Che bello! Andremo in vacanza domani!
- aggettivo esclamativo:

Che persona simpatica!
- pronome indefinito:

Quell'uomo ha un che di misterioso nello sguardo.

### Il pronome relativo 'articolo' +qual-
Le forme il quale, la quale, i quali, le quali possono avere funzione di soggetto o (più raramente) di oggetto in frasi appositive:
La funzionaria del governo, la quale peraltro aveva già scritto il suo memorandum, sostiene che...
L'attore, il quale avete visto in molti film, sarà ospite...
In frasi restrittive, questa funzione delle forme 'articolo' + qual- è preclusa.
La funzionaria che ha scritto il memorandum [non l'altra]...
Queste forme indicano esplicitamente genere e numero, evitando quindi casi ambigui. Possono inoltre indicare complementi indiretti se accompagnati da una preposizione:
Ho incontrato la donna alla quale avete regalato i libri.
Nell'esempio, alla quale indica il complemento di termine.

### Il pronome relativocui
Questo pronome indica complementi indiretti, generalmente combinato a una preposizione:
- Non conosco la donna a cui avete regalato i libri.
- La cuffia è uno strumento con cui si possono ascoltare dei suoni senza farli sentire agli altri.

Altri esempi:
- Lei è la ragazza di cui sono innamorato.
- Lei è l'amica con cui andrò a Lisbona.

Nel caso il pronome regga un complemento di termine, è possibile omettere la preposizione "a": cui è già di per sé una forma di dativo (si tratta del dativo singolare del pronome relativo latino qui, quae, quod) e quindi l'aggiunta della preposizione "a" può essere sentita come pleonastica e ridondante. Nel primo degli esempi esposti sopra è allora possibile dire anche:
- Non conosco la donna cui avete regalato i libri.

Se il pronome è compreso tra un articolo e un sostantivo, significa del quale:
- Shakespeare, la cui fama è immortale...

### Pronomi relativi "doppi" (o "misti" o "senza antecedente")
Essi possono essere ricondotti all'unione di un pronome dimostrativo, o indefinito, oppure di un nome, accompagnato da aggettivo indefinito, con un pronome relativo, incorporando nel loro significato sia l'uno che l'altro:
- Chi ( = colui/colei che, qualcuno che, coloro che, tutte le persone che)
- Quanto (= ciò che, tutto ciò che, tutto quello che, tutte le cose che)
- Quanti/e (= tutti/e coloro che, tutte le persone che)
- Chiunque (= tutti/e quelli/e che, qualunque persona che)
- Ovunque/Dovunque (= in qualunque/qualsiasi luogo in cui)

Questi pronomi non prevedono specificazione dell'antecedente, dato che lo contengono.